# 独島 (揚陸艦)
独島（どくとう、ドクト、독도、ROKS Dokdo (LPH-6111)）は、2005年7月12日に釜山の韓進重工業の造船所で進水した、大韓民国海軍の独島級揚陸艦の1番艦。現在、独島は、大韓民国海軍の旗艦にして最大の艦船である。独島の就役以前に最も大きかったのは、9,000トン級の補給艦 (UNREP) 天池であった。
正式名称ではヘリコプター揚陸艦 (LPH: Landing Platform Helicopter) とされる大型揚陸艦で、大韓民国海軍が推進する大型揚陸艦構想 (LPX: Landing Platform Experimental) の一番艦である。こうした、ヘリコプター数機が同時に離着陸できる大型ヘリコプター甲板を備えた揚陸艦は、しばしば強襲揚陸艦 (LPH・LHA・LHD) と称される。

## 名称
独島という艦名は、大韓民国東海の慶尚北道鬱陵郡鬱陵邑独島里に位置する島である独島から名前を取った。この島々の帰属をめぐっては日韓両国の間で争いが続いている。日本の外務省は、この艦が独島と名付けられたことに抗議し、これに対し大韓民国の外交部は、この抗議を遺憾として反論した。
独島は、2007年7月3日付で、大韓民国海軍に就役した。島の名前と区別するため「独島艦」と呼ばれることも多い。

## 艦歴
就役前ではあるが、韓国海軍61周年記念に甲板で人文字で「61」と描いたのが最初の活動である。
2007年12月2日から9日までマレーシア・ランカウィ島で行われたランカウイ海事航空展覧会(LIMA)」で展示された。これは「独島」が初めて行う海外巡航となった。
2010年に発生した天安沈没事件では行方不明者の救助を指揮した。7月には、米韓合同軍事演習「不屈の精神作戦 (Operation Invincible Spirit)」に参加した。
2014年のセウォル号沈没事故においては、救助サポート本部として使用され、行方不明者の捜索を指揮した。
2015年10月19日、韓国海軍70周年記念観艦式に参加した。